# Administración apostólica personal San Juan María Vianney
La administración apostólica personal San Juan María Vianney (en latín: Administratio Apostolica Sancti Ioannis Mariae Vianney y en portugués: Administração Apostólica Pessoal São João Maria Vianney, AAP-SJMV) es una circunscripción eclesiástica latina de la Iglesia católica en Brasil, inmediatamente sujeta a la Santa Sede. La administración apostólica personal tiene al obispo Fernando Arêas Rifan como su ordinario desde el 16 de diciembre de 2002. 

## Territorio y organización
La administración apostólica personal tiene 12 520 km² y extiende su jurisdicción personal sobre los fieles católicos de rito latino de la diócesis de Campos que libremente decidan incorporarse a ella. Los sacerdotes de la administración apostólica personal celebran la misa tridentina exclusivamente con el misal promulgado por el papa Juan XXIII en 1962. Su territorio se corresponde con la diócesis de Campos, por lo que comprende 17 municipios del estado de Río de Janeiro: Campos dos Goytacazes, Aperibé, Bom Jesus do Itabapoana, Cambuci, Cardoso Moreira, Italva, Itaperuna, Laje do Muriaé, Miracema, Natividade, Porciúncula, Santo Antônio de Pádua, São Fidélis, São Francisco de Itabapoana, São João da Barra, São José de Ubá y Varre-Sai.
La sede de la administración apostólica personal se encuentra en la ciudad de Campos dos Goytacazes, en donde se halla la iglesia principal del Inmaculado Corazón de Nuestra Señora del Rosario de Fátima.
La administración apostólica personal surgió a raíz del acuerdo entre la Santa Sede y la Unión Sacerdotal de San Juan María Vianney en 2002 distanciándose de la Hermandad Sacerdotal San Pío X.
En 2020 en la administración apostólica personal existían 124 parroquias (según el Anuario Pontificio). Según el sitio web de la administración apostólica personal posee 13 parroquias, una cuasiparroquia y 3 rectorías. En total posee 115 iglesias y 11 comunidades en otras áreas de Brasil, que son atendidas por los padres de la administración por pedido de sus fieles. Esa organización fue construida por Licínio Rangel, en 2002, juntamente con la curia diocesana, o Conselho de Governo, y el Conselho Econômico. Las parroquias y entidades de la administración apostólica son:
| Parroquia                                                                               | Localidad                       | Comunidades |
| --------------------------------------------------------------------------------------- | ------------------------------- | ----------- |
| Iglesia principal Paróquia do Imaculado Conceição de Nossa Senhora do Rosário de Fátima | Campos dos Goytacazes           | 5           |
| Paróquia de Nossa Senhora do Terço                                                      | Campos dos Goytacazes           | 3           |
| Paróquia de Nossa Senhora da Conceição                                                  | Ururaí en Campos dos Goytacazes | 4           |
| Paróquia São Geraldo Magela                                                             | Guarus en Campos dos Goytacazes | 2           |
| Paróquia do Senhor Bom Jesus Crucificado e do Imaculado Coração de Maria                | Bom Jesus do Itabapoana         | 20          |
| Paróquia de Nossa Senhora do Rosário de Fátima e São Geraldo                            | Itaperuna                       | 2           |
| Paróquia de Nossa Senhora das Graças                                                    | Natividade                      | 4           |
| Paróquia de Nossa Senhora Aparecida                                                     | Porciúncula                     | 2           |
| Paróquia de Nossa Senhora do Rosário de Fátima e Santa Antônio                          | San Antonio de Padua            | 15          |
| Paróquia de Nossa Senhora Aparecida e São Fidélis                                       | São Fidélis                     | 24          |
| Paróquia de Nossa Senhora das Graças                                                    | São João da Barra               | 2           |
| Paróquia de Nossa Senhora das Graças e São Sebastião                                    | Varre-Sai                       | 6           |
| Quase-Paróquia de São Judas Tadeu e Santa Clara                                         | Santa Clara en Porciúncula      | 9           |
| Reitoria Igreja de Nossa Senhora Aparecida                                              | Campos dos Goytacazes           |             |
| Reitoria Igreja de Nossa Senhora do Carmo                                               | Campos dos Goytacazes           |             |
| Reitoria Igreja São José                                                                | Campos dos Goytacazes           |             |

Comunidades atendidas por la administración apostólica fuera de la diócesis de Campos:
- Igreja de Nossa Senhora do Carmo da Antiga Sé en Río de Janeiro, estado de Río de Janeiro
- Igreja Nossa Senhora do Perpétuo Socorro e São Judas Tadeu en Nova Iguaçu, estado de Río de Janeiro. Incluye la Capela de Nossa Senhora das Mercês e São Sebastião en Palhada, la Capela de São José en el barrio Caiçara y la Capela de Nossa Senhora do Bom Conselho en Jardim Monte Sol.
- Igreja de Nossa Senhora do Perpétuo Socorro en Volta Redonda, estado de Río de Janeiro
- Comunidade Santa Teresinha en São João de Meriti, estado de Río de Janeiro
- Igreja de Nossa Senhora en Arraial do Cabo
- Igreja de Santa Luzia e do Menino Jesus de Praga en São Paulo, estado de São Paulo
- Capela de Nossa Senhora de Fátima en São Bernardo do Campo, estado de São Paulo
- Comunidad de Belo Horizonte, Minas Gerais
- Santa Montanha en Guiricema, Minas Gerais
- Educandário Santa Cecília en São Lourenço, Minas Gerais
- Igreja de São Pedro en Colatina, Espirito Santo

## Historia
La administración apostólica tiene su origen en la Unión Sacerdotal de San Juan María Vianney, una asociación de sacerdotes fundada en 1982 por Antônio de Castro Mayer, obispo emérito de Campos, muy cercano a las posiciones de Marcel Lefebvre, tanto que fue excomulgado por haber participado como co-consagrador en la consagración ilícita de cuatro obispos de la Fraternidad Sacerdotal San Pío X en Écône el 30 de junio de 1988.
El 29 de agosto de 1981 Antônio de Castro Mayer dejó la jefatura de la diócesis de Campos, en la que había impedido la realización de la reforma litúrgica del rito romano, provocando un distanciamiento entre quienes, pertenecientes al clero o simples fieles, querían continuar siguiendo el rito romano tradicional, y quienes, por otra parte, querían seguir los dictados de la reforma litúrgica. A su muerte en 1991 algunos prelados ilícitamente consagrados por Lefebvre ordenaron obispo a su sucesor, Licínio Rangel.
El 15 de agosto de 2001 Rangel y los 25 sacerdotes miembros de la Unión Sacerdotal enviaron al papa Juan Pablo II una solicitud para ser admitidos nuevamente a la comunión con la Santa Sede expresando su confirmación plena y filial a la comunión con ella. El 25 de diciembre siguiente, Juan Pablo II aceptó la solicitud de la unión y anunció la próxima erección de la administración apostólica que estaría encomendada a la dirección del mismo Rangel, quien tendría asegurado un sucesor.
El establecimiento de la administración apostólica tuvo lugar el 18 de enero de 2002 con el decreto Animarum bonum de la Congregación para los Obispos, y se nombró a Rangel como primer administrador apostólico para la pastoral de los fieles que permanecen unidos al rito romano extraordinario, a quien se asignó la sede titular de Zarna. El 28 de junio de 2002 fue nombrado obispo coadjutor con derecho a sucesión Fernando Arêas Rifan, quien está al frente de la administración desde el día de la muerte de Rangel, acaecida el 16 de diciembre de 2002.
Dos decretos posteriores, de julio y de noviembre de 2002, emanados de la Congregación para el Culto Divino y Disciplina de los Sacramentos, y de la Sagrada Congregación para el Clero, autorizaron el uso del misal de 1962 en las iglesias de la administración apostólica, por sacerdotes que no pertenecen a ella, así como también la atención por los sacerdotes de la administración apostólica de los fieles ligados a la liturgia tradicional que se encuentren fuera del territorio de su jurisdicción, pudiendo ser erigidas parroquias personales para atenderlos, que permanecen bajo la jurisdicción del obispo diocesano local.

## Estadísticas
De acuerdo al Anuario Pontificio 2021 la administración apostólica tenía a fines de 2020 un total de 29 250 fieles bautizados.
| Año                                                                             | Población            | Población | Población      | Sacerdotes | Sacerdotes    | Sacerdotes    | Bautizados por sacerdote | Diáconos permanentes | Religiosos | Religiosos | Parroquias |
| Año                                                                             | Bautizados católicos | Total     | % de católicos | Total      | Clero secular | Clero regular | Bautizados por sacerdote | Diáconos permanentes | Varones    | Mujeres    | Parroquias |
| ------------------------------------------------------------------------------- | -------------------- | --------- | -------------- | ---------- | ------------- | ------------- | ------------------------ | -------------------- | ---------- | ---------- | ---------- |
| 2002                                                                            | 27 730               | ?         | ?              | 26         |               | 26            | 1066                     |                      |            |            | 19         |
| 2003                                                                            | 27 500               | ?         | ?              | 26         |               | 26            | 1057                     |                      |            |            | 17         |
| 2004                                                                            | 28 325               | ?         | ?              | 28         |               | 28            | 1011                     |                      |            |            | 6          |
| 2006                                                                            | 33 000               | ?         | ?              | 25         |               | 25            | 1320                     |                      |            |            | 149        |
| 2007                                                                            | 31 000               | ?         | ?              | 30         |               | 30            | 1033                     |                      |            |            | 152        |
| 2009                                                                            | 29 247               | ?         | ?              | 31         |               | 31            | 943                      |                      |            |            | 142        |
| 2010                                                                            | 29 512               | ?         | ?              | 33         |               | 33            | 894                      |                      |            | 93         | 150        |
| 2014                                                                            | 32 813               | ?         | ?              | 34         |               | 34            | 965                      |                      |            | 33         | 140        |
| 2015                                                                            | 33 973               | ?         | ?              | 35         |               | 35            | 970                      |                      |            | 34         | 126        |
| 2016                                                                            | 31 127               | ?         | ?              | 37         |               | 37            | 841                      |                      |            | 33         | 122        |
| 2017                                                                            | 31 128               | ?         | ?              | 38         |               | 38            | 819                      |                      |            | 33         | 122        |
| 2020                                                                            | 29 250               | ?         | ?              | 38         |               | 38            | 769                      |                      |            | 37         | 124        |
| Fuente: Catholic-Hierarchy, que a su vez toma los datos del Anuario Pontificio. |                      |           |                |            |               |               |                          |                      |            |            |            |

## Episcopologio
- Licínio Rangel † (18 de enero de 2002-16 de diciembre de 2002 fallecido)
- Fernando Arêas Rifan, sucedió el 16 de diciembre de 2002